# Hamza Balje
Hamza Balje je kosovski političar goranske zajednice i nekadašnji zastupnik u Skupštini Kosova (2010. – 2014.). Dva puta imenovan za zamjenika ministra.

## Životopis
Rođen je 13. rujna 1970. godine u Restelici. Diplomirani je ekonomist.
Osnivač je Centra demokratske unije (CDU). U cilju očuvanja goranske nacionalne zajednice i zajedničkog djelovanja na boljitku pozicije Goranaca, stranka je tokom 2018 integrirana u Jedinstvenu goransku partiju.

## Vanjske poveznice
- Politička Deklaracija Jedinstvene Goranske Partije, 2017  Arhivirana inačica izvorne stranice od 11. veljače 2020. (Wayback Machine)